# باريمو
باريمو هي قرية في بلدية فيشيغراد في البوسنة والهرسك وهي موقع مذبحة باريمو. وفقا لتعداد عام 1991 كان عدد سكانها 78 شخصا.